# Bicycle Race
Bicycle Race (englisch für Fahrradrennen) ist ein Lied der britischen Rockband Queen aus dem Jahr 1978. Besondere Aufmerksamkeit erlangte das Stück durch sein Musikvideo, das ein Fahrradrennen mit nackten Frauen im Wimbledon-Stadion zeigt.

## Entstehung und Veröffentlichung
Das Lied wurde von Queen-Frontmann Freddie Mercury getextet und komponiert. Zusammen mit den restlichen Bandmitgliedern John Deacon, Brian May und Roger Taylor sowie Roy Thomas Baker zeichnete er auch für die Produktion verantwortlich.
Die Erstveröffentlichung von Bicycle Race erfolgte als Single am 13. Oktober 1978 bei EMI. Diese erschien als Doppel-A-Seite mit  Fat Bottomed Girls auf einer 7″-Single (Katalognummer: 006-61 846). Am 10. November 1978 erschien es als Teil von Queens siebten Studioalbum Jazz (Katalognummer: 064-61 820).

## Inhalt

### Komposition
Das von Freddie Mercury geschriebene Lied wurde dadurch inspiriert, als die 18. Etappe der Tour de France 1978 an Montreux vorbeiführte, wo die Band das Album Jazz in den Mountain Studios aufnahm. Es beginnt mit einem von Instrumenten unbegleiteten Refrain. Auf den Refrain folgen zwei Strophen, die mit einer Bridge verbunden sind, beide gefolgt von einem Refrain. In der Mitte des Liedes ertönen viele Fahrradglocken. Das Lied hat eine ungewöhnliche Akkordfolge mit zahlreichen Modulationen, einem Wechsel des Metrums von 4/4 zu 3/4 in der Bridge und mehrstimmige Gesangs- und Gitarrenharmonien.

### Text
Der Text ist für die damalige Zeit aktuell und enthält soziale, politische und popkulturelle Anspielungen wie Religion, Vietnamkrieg, Watergate, Kokain, fiktive Figuren (Peter Pan, Frankenstein und Superman) sowie die Filme Der weiße Hai und Krieg der Sterne.
Brian May sagte, dass der Song nicht autobiografisch war: Freddy Mercury war „eigentlich nicht besonders scharf darauf, Fahrrad zu fahren (falls er überhaupt eins hatte!) – er ließ sich lieber in einem Rolls Royce fahren!“. Mercury sei auch trotz des Textes „I don't like Star Wars“ ein Star-Wars-Fan gewesen.
Das Lied bezieht sich auf den Song Fat Bottomed Girls von Queen mit der Zeile „fat bottomed girls, they'll be riding today“. Fat Bottomed Girls erwidert mit „Get on your bikes and ride!“ Beide Songs wurden zusammen als Doppel-A-Seiten-Single veröffentlicht.

## Musikvideo
Das von Denis de Vallance gedrehte Video zeigte 65 nackte Frauen, allesamt professionelle Models, bei einem Radrennen auf der Hunderennbahn Wimbledon Stadium im Südwesten Londons. Die Gruppe mietete das Stadion und mehrere Dutzend Fahrräder für einen Tag, um die Szene zu filmen. Das Video verwendete Spezialeffekte, um die Nacktheit zu verbergen. Die Sattel der angemieteten Fahrräder mussten nach dem Dreh von der Band gekauft werden, da diese laut Vermieter nun "unbrauchbar" wären. Aufgrund der Nacktheit wurde das Video in mehreren Ländern bearbeitet oder sogar verboten. Auf der Videoplattform YouTube wurde es mit einer Altersbeschränkung versehen und in mehreren Ländern, darunter China, verboten.
Das Album enthielt auch ein Poster der Frauen beim Radrennen. Es wurde von einigen Exemplaren für Geschäfte weggelassen, die es nicht führen wollten, aber Fans konnten das Poster auf Wunsch per Post bestellen. Auf dem Cover der Single wurde ein Bikinihöschen hinzugefügt, um den Hintern zu bedecken, und auf einigen US-Veröffentlichungen wurde auch ein BH hinzugefügt.

## Mitwirkende
- John Deacon – Bassgitarre, Fahrradklingel
- Brian May – Begleitgesang, E-Gitarre, Fahrradklingel
- Freddie Mercury – Begleitgesang, Gesang, Fahrradklingel, Klavier
- Roger Taylor – Begleitgesang, Fahrradklingel, Schlagzeug

## Rezensionen
Cashbox nannte es „eine flotte theatralische Hommage an das Fahrradfahren“. Record World sagte, dass es „einfallsreiche Texte und Harmonien“ mit Klasse kombiniert.

## Kommerzieller Erfolg

### Chartplatzierungen
| ChartsChartplatzierungen       | Höchstplatzierung | Wochen/ Monate |
| ------------------------------ | ----------------- | -------------- |
| Deutschland (GfK)              | 27 (12 Wo.)       | 12 Wo.         |
| Österreich (Ö3)                | 21 (1 Mt.)        | 1 Mt.          |
| Vereinigte Staaten (Billboard) | 24 (12 Wo.)       | 12 Wo.         |
| Vereinigtes Königreich (OCC)   | 11 (12 Wo.)       | 12 Wo.         |

### Auszeichnungen für Musikverkäufe
| Land/Region                  | Auszeichnungen für Musikverkäufe (Land/Region, Auszeichnung, Verkäufe) | Verkäufe  |
| ---------------------------- | ---------------------------------------------------------------------- | --------- |
| Vereinigte Staaten (RIAA)    | 2× Platin                                                              | 2.000.000 |
| Vereinigtes Königreich (BPI) | Platin                                                                 | 600.000   |
| Insgesamt                    | 3× Platin ·                                                            | 2.600.000 |

Hauptartikel: Queen (Band)/Auszeichnungen für Musikverkäufe